# Туристическая полиция Таиланда
Туристическая полиция Таиланда (тайск. กองบัญชาการตำรวจท่องเที่ยว) создана 1 сентября 2017 года после соответствующего указа короля. Туристическая полиция входит в структуру Королевской полиции, которая является основным правоохранительным органом в стране. Создание Туристической полиции обусловлено тем, что индустрия туризма и развлечений в Таиланде растёт с каждым годом, и количество людей, приезжающих в страну, постоянно увеличивается. В первоочередные задачи Туристической полиции входит сотрудничество с иностранными гражданами и содействие их безопасности.
6 сентября 2017 года генерал Правит Вонгсуван, который является заместителем премьер-министра и министром обороны Таиланда назначил генерал-лейтенанта Терапона Куптарнонда командующим Туристической полиции..

## Функции
Управление Туристической полиции имеет следующие полномочия и обязанности:
- Планирование стратегии развития, контроля, предоставление консультаций другим департаментам полиции.
- Обеспечивать безопасность короля, регента, привилегированных особ и членов королевской семьи.
- Повышать уверенность туристов в их безопасности. А также безопасности их имущества.
- Оказывать помощь и содействие туристам.
- Устранять проявления мошенничества, защищая интересы туристов.
- В случае необходимости, помогать туристам сотрудничать с другими департаментами полиции.
- Содействовать улучшению туристического имиджа страны.

Туристическая полиция является службой, которая не обладает полноценными полицейскими полномочиями и в значительной степени отвечает за составление отчетов для страховых компаний в отношении жертв краж и других преступлений связанных с туристами. В более серьезных случаях Туристическая полиция составляет отчеты о преступлениях, которые впоследствии передаются регулярной полиции в Бангкоке. С недавних пор в Туристическую полицию принимают иностранных граждан, проживающих в Таиланде.
По словам корреспондента Reuters Эндрю Маршалла: «В Таиланде Туристическая полиция создана специально для того, чтобы у иностранцев было как можно меньше контактов с обычной полицией. В обратном случае это могло бы отпугнуть потенциальных туристов, которые так важны для Таиланда».
В Туристической полиции служит 1700 полицейских.